# ジョルジュ・レイグ (駆逐艦)
ジョルジュ・レイグ（フランス語：Georges Leygues, D 640）は、フランス海軍のジョルジュ・レイグ級駆逐艦1番艦。艦名は19世紀の政治家ジョルジュ・レイグ（fr:Georges Leygues）に由来し、この名を受け継いだフランス軍艦としては二代目にあたる。

## 艦歴
「ジョルジュ・レイグ」は、DCNブレスト工廠で建造され1974年9月16日に起工、1976年12月17日に進水、1979年12月10日に就役する。
1977年7月23日にヴィルヌーヴ＝シュル＝ロット（fr:Villeneuve-sur-Lot）と命名都市の関係を結ぶ。「ジョルジュ・レイグ」は当初トゥーロンに配備され対潜戦を主任務とし海洋における諸任務に当たる。
1987年にイラン・イラク戦争中のタンカー戦争のためペルシャ湾に派遣され商船護衛任務に就く。1992年に希望回復作戦に参加しソマリアに派遣される。
1999年、ブレストに転属し海軍ブレスト訓練センター付となり「R97 ジャンヌ・ダルク」と共に海軍士官学校の教育支援に当たる。同年にモザンビークでの洪水被害の救援のために派遣される。2004年2月に「ジャンヌ・ダルク」と共にハイチ反乱が発生したハイチに派遣され、同年12月にはスマトラ島沖地震に発生に伴い救援活動のためインドネシアに派遣される。
2009年3月にはアタランタ作戦に参加するため「R97 ジャンヌ・ダルク」と共にソマリア沖・アデン湾に展開している。
2011年2月28日に士官候補生を乗せた指揮戦力投射艦「L9013 ミストラル」と共にブレスト軍港を出港し、地中海、紅海およびインド洋を約4ヶ月に渡る遠洋航海に臨む。2011年3月2日に「ミストラル」と共にはリビア内戦から逃れるためチュニジアに避難したエジプト人を本国への帰還援助のためにイギリス・フランス共同でリビア沖に展開する。
2012年3月、アタランタ作戦に参加し「L9015 ディクスミュード」や「L9014 トネール」と共にソマリア沖・アデン湾に展開し、2013年5月15日に任務を終了する。